# Sarcophaga hollandia
Sarcophaga hollandia är en tvåvingeart som beskrevs av Roback 1952. Sarcophaga hollandia ingår i släktet Sarcophaga och familjen köttflugor. Inga underarter finns listade i Catalogue of Life.